# Liviu Nedelcu
Liviu Nedelcu (n. 26 februarie 1962, Petrești, Bacău) este un pictor român contemporan.

## Biografie
Liviu Nedelcu s-a născut pe 26 februarie 1962 în localitatea Petrești, județul Bacău. În anul 1985, a absolvit Facultatea de Arte din Iași, secția pictură, clasa profesorului Dan Hatmanu. În anul 2006, obține titlul de doctor în arte vizuale al Universității de Vest Timișoara.

## Expoziții de grup
În perioada 1984 – 2016 a participat la expoziții de grup, anuale și bienale organizate la (București, Iași, Arad, Brăila, Cluj, Galați, Ploiești, Bacău, Bârlad, Focșani, Moinești, Oradea, Piatra Neamț, Ploiești, Rm. Vâlcea, Suceava, Târgu Mureș, Tîrgoviște, Timișoara) și în străinătate (Cehia, Olanda, Republica Moldova, Franța, Turcia, Germania, Polonia, Finlanda, SUA, Suedia).

## Expoziții personale
- 2016, Muzeul Național al Salutului „Dimitrie Gusti”, Sala Focșa, București
- 2016, Galeriile de Artă Focșani
- 2014, Muzeul Național de Artă al Moldovei
- 2013, Galeriile Căminul Artei – București; 
- 2012, Muzeul de Artă Vizuală, Galați, Galeriile de Artă, Focșani
- 2011,  Focșani, Galeriile de Artă
- 2010, Focșani, Galeriile de Artă; Galeriile Căminul artei, București; Muzeul de artă, Bacău
- 2009, Muzeul Vrancei
- 2008, Muzeul Vrancei - Focșani;  Galeria Alianța artelor - Cluj
- 2006, Galeriile Senso – București
- 2006, Muzeul Mixt - Tecuci
- 2005, Focșani, Galeriile de Artă
- 2003, ART point-Gallery-București
- 2003, Focșani, Galeriile de Artă
- 2002, Focșani, Galeriile de Artă
- 2002, Galeriile de Artă Cupola- Iași
- 2002, Centrul Cultural Internațional George Apostu - Bacău
- 2002, Muzeul de Artă, Bacău
- 2000, 2001, Focșani, Galeriile de Artă
- 1998, București - Muzeul Național Literaturii Române
- 1997, Bacău - Galeriile de Artă
- 1997, Focșani - Galeriile de Artă
- 1986, 1987, 1989,1990,1993, Focșani, Galeriile de Artă

## Premii
- 2014, Premiul pentru Pictură al Uniunii Artiștilor Plastici din România – Salonul Național de Pictură-2014
- 2012 Mențiune, Bienala Gh. Petrașcu Tîrgoviște
- 2006 și 2010, Nominalizare la Saloanela Moldovei
- 1998, Premiul Ștefan Dimitrescu, Bîrlad; Nominalizare la Bienala Lascăr Vorel, Piatra-Neamț
- 1994, Premiul U.A.P. din Republica Moldova  la Saloanele Moldovei
- 1993, Premiul U.A.P. din România la Saloanela Moldovei
- 1990, Premiul al II-lea, Voronețiana - Suceava

## Lucrări în muzee
- Muzeul Național de Artă al Moldovei - Pinacoteca Parlamentului României
- Muzeul de Artă Bacău
- Muzeul de Artă Suceava
- Muzeul de Artă Galați
- Muzeul Vrancei
- Muzeul de Artă Târgoviște

## Editor
- Sinteze contemporane - artă românească, Editura Brumar, Timișoara, 2011
- Corpul uman în arta balcanică, Editura Brumar, Timișoara, 2012
- Nudul, Editura Terra, Focșani, 2014

## Operă
Constantin Prut: „Pictorul dezvoltă un bogat evantai de procedee plastice, adaptate comunicării unor urgențe ale orizontului profund și, în același timp, unui proiect conceptual care răspunde unor exigențe culturale pe care și le asumă. Existența unui nivel profund al senzației, care poate atinge uneori intensități expresioniste, este vizibilă în tușele spontane, în accentele cromatice care însoțesc conturarea formei. Astfel de accente nu au de cele mai multe ori un rol constructiv direct, ci privesc doar o descărcare energetică, susținând un discurs care se desfășoară în paralel cu construcția figurativă. Această structură figurativă poate viza un sistem de trimiteri cu caracter istoric sau se concentrează asupra unor evocări autobiografice. Câteodată, discursul pur pictural este dublat de inscripții, titluri, numele unor personaje, fragmente de gânduri, ceea ce amplifică și adâncește elaborarea conceptuală a tabloului.”
Alexandra Titu: „Ciclul Abstract, căruia i-a integrat și lucrări din subciclul Cuiburi aduce în pictura lui Liviu Nedelcu un plus remarcabil de concretețe materială, o densitate a traseului cromatic la care participă atât consistența suportului pigmentar, cât și intensitatea- armonică - a culorii. Raporturile între tonurile de roșu, tonurile de albastru, secondate de alb, sunt uneori extinse pe suprafețe ample în economia compoziției, și de trasee de un negru intens, și la care participă uneori și alte culori verde, orange, galben, brunuri calde. Dinamismul gestual susține o tramă narativă la fel de consistentă, deși lipsită de suportul explicit al unei „istorii”, confruntarea, continuitatea dintre mișcarea energic-deschisă, angajând spațiul, și nuclee care convertesc această mișcare, uneori curbilinie spre o circularitate aproape închisă, cu tensiuni de tridimensionalitate (cuiburile, sau simple aluzii la nod sau centru) generând, un centru spațial și de condensare temporală.”